# Под крышами Парижа (фильм, 1930)
«Под крышами Парижа» (фр. Sous Les Toits De Paris, 1930) — французский художественный музыкальный фильм. Одна из наиболее значительных работ в творчестве Рене Клера — его первый звуковой фильм. Одноимённая песня из фильма стала европейским шлягером.

## Сюжет
Действие происходит в Париже в рабочем квартале. Уличный музыкант Альберт встречает красавицу Полу и влюбляется в неё. Кроме него в Полу влюблен Фред. Альберт по ложному обвинению оказывается в тюрьме, а Пола в его отсутствие сближается с Луи. Альберу удаётся доказать свою невиновность, его освобождают, но, зайдя в одно из кафе, он видит Полу танцующей с Фредом. Между Альбером и Фредом вспыхивает перебранка, которая переходит в драку на ножах. До кровопролития не доходит: приезжает полиция и всех разгоняет. По просьбе Полы, Луи помогает Альберту избежать ареста. Фред со своими дружками оказывается в тюрьме. Альберт узнает о связи Луи и Полы, но прощает друга и уступает ему Полу.

## В ролях
- Альбер Прежан — Альберт, молодой певец на улице
- Пола Иллери — Пола
- Эдмон Т. Гревиль — Луи, друг Альберта
- Билл Бокер — Билл
- Гастон Модо — Фред, карманник
- Раймонд Аймос — вор
- Томи Бурдель — Франсуа, вор
- Пол Оливье — пьяница
- Джейн Пиерсон

## Премьеры
- Франция — национальная премьера в Париже состоялась 28 апреля 1930 года[1].
- Германия — в Германии фильм впервые был показан 15 августа 1930 года в Стокгольме (Швеция)[1].
- США — премьера на американском континенте прошла 15 декабря 1930 года в Нью-Йорке (США)[1].
- Япония — премьерный показ в Японии 31 мая 1931 года в Токио[1].
- СССР — в советском кинопрокате демонстрировался с 25 февраля 1935 года, субтитры – «Союзинторгкино», 1935 г.[комм. 1][2].

## Комментарии
1. ↑  В советском прокате фильм демонстрировался с 25 февраля 1935 года, п/у № 6101.